# حارة فيدول كاسترو (المعلا)
حارة فيدول كاسترو هي إحدى حارات حي الطبقة العاملة الواقع بمديرية المعلا التابعة لمحافظة عدن، بلغ تعداد سكانها 2746 نسمة حسب تعداد اليمن لعام 2004.